# L'amante del demonio
L'amante del demonio è un film distribuito nel 1972 diretto da Paolo Lombardo.

## Trama
Un gruppi di ragazze passano la notte in un tetro castello dove si dice alberghi il diavolo; qui, una di queste sogna di reincarnarsi in una fanciulla medioevale soggetta all'influenza del diavolo.

## Produzione
Venne girato all'inizio del 1971 nel Castello Ruspoli di Vignanello e presso gli S.C.O. Studios di Rome. Rosalba Neri ricorda che il regista "non poteva rimanere sveglio per più di due ore" e che "sembrava che fosse vicino alla sua fine, dal modo in cui camminava e si muoveva. Penso che debba essere stato molto malato." Curti ha commentato che il ricordo di Rosalba Neri era sconcertante, poiché il regista aveva solo quarant'anni quando è stato girato il film.
L'attore Robert Woods afferma di aver sostituito Lombardo in quanto "Harry Cushing riteneva che il film fosse incompleto e che fosse necessario migliorarlo" e per questo venne chiamato per finirlo; questo non compare nei crediti del film a parte come attore per una piccola parte. "La direzione che ho fatto per Harry è stata tutta in giro per Roma e devo ammettere che, a parte il girato giornaliero, non ho visto il prodotto finito". L'assistente regista Marco Masi era fermamente convinto che Woods non avesse diretto il film.

## Distribuzione
Il comitato di censura italiano ha richiesto il taglio di 181 metri del film, in particolare per le scene erotiche del film. Venne distribuito in Italia il 26 gennaio 1972 da Regional. Il film ha incassato complessivamente 75.399.000 lire italiane in Italia.
È stato pubblicato all'estero dall'etichetta home video Mya come Lucifera: Demonmlover. Il film è stato anche distribuito con il titolo inglese The Devil's Lover.

## Accoglienza
In una recensione retrospettiva, Curti ha descritto il film come un'opera di "dilettantismo sbalorditivo" che, anche per essere una produzione economica, era "oltre ogni immaginazione": "uno dei film horror gotici italiani più oscuri del decennio".